# Corymica spatiosa
Corymica spatiosa là một loài bướm đêm trong họ Geometridae.